# Spørg Olivia
"Spørg Olivia" var en spørgetjeneste for børn, som først var et radioprogram sendt på Danmarks Radio med Jimmy Stahr som vært, hvor børn skrev ind med alskens spørgsmål.

## Spørg Olivia - på nettet
I 2001 blev der oprettet en webside i projektsamarbejde mellem Gentofte Bibliotekerne, Herning Centralbibliotek, Silkeborg Bibliotek og Danmarks Radio. Siden lukkede 1. januar 2011 pga. mangel af penge til at drive siden. . Børn og unge kunne spørge Olivia om alt mellem himmel og jord. 
Hjemmesiden var opbygget som et hus med 6 værelser:
1: Spørg på mail Her kunne man sende spørgsmål til Olivia hele døgnet. Svaret offentliggjordes i værelset Olivias svar. Hvis man opgav sin e-mail adresse, fik man svar direkte i sin ind-bakke. Hvis man oplyste sit mobilnummer, kunne man få en SMS, når svaret var lavet. Spørgsmål der skønnedes for private til offentliggørelse, besvaredes kun personligt.
2: Spørg Online Her kunne spørgsmål stilles til Olivia i direkte online-dialog. Spørg Online havde åbent mandag til torsdag kl. 14 – 20, fredag kl. 14 – 18 og lørdag kl. 10 til 15. Dialogen mellem Olivia og spørgeren kunne følges af alle, der befinder sig i værelset, dog uden mulighed for at blande sig i dialogen. 
3: Olivias svar 
Her lå altid de 100 nyeste svar fra Olivia. Det va muligt at søge i alle de spørgsmål og svar offentliggjort indenfor de sidste 2 år. Der kunne søges på spørgerens navn eller på ord fra spørgsmålet.
4: Tårnværelset Tårnværelset var først og fremmest et vidensbibliotek med hjælp til selvhjælp. Her fandtes et omfattende udvalg af leksika, opslagsværker, emneguider og ordbøger på nettet. Der var desuden links til andre spørgetjenester, brevkasser og rådgivninger for børn, der havde brug for at snakke med en voksen.
5: Olivias værelse I Olivias værelse var samlet en række underholdende aktiviteter. Her kunne man læse i bogen "Olivia" og få stillet noget af sin nysgerrighed om Olivia selv. Man kunne kaste sig over quizzer eller ordspillet Hangman og man kunne deltage i månedens konkurrence. I Olivias sofa lå den bog, hun var i gang med at læse. Man kunne også designe sit eget postkort og sende det til sine venner. Sidst men ikke mindst var det i Olivias værelse man fandt den skjulte indgang til Olivias eget spil "Olibot-spillet". Olibot-spillet var et adventurespil, hvis løsning involverede viden, søgemetode og kreativ tænkning.
6: Svareforummet I Svareforummet var det brugernes tur til at svare og dele deres viden eller mening med andre. Olivia udvalgte løbende spørgsmål, der egnede sig til at blive lagt ud til besvarelse i Svareforummet. De indkomne forslag til svar blev lagt frem, så alle, der havde lyst kunne vurdere dem og give dem point. De brugere, der opnåede høje point for deres svar, havde chancen for at blive medlem af en ekspertgruppe på det emneområde, hvor de opnåede høje point. Man skulle være logget ind med sin egen brugerprofil både for at svare på spørgsmål og for at give point til andres svar.

## Ekstern henvisning
1. ↑  Spørgetjenesten "Spørg Olivia er lukket 1. januar 2011.